# أماندا هولدن
أماندا لويس هولدن(بالإنجليزية: Amanda Holden)‏ (ولدت: 16 فبراير 1971 - )؛ ممثلة إنجليزية، اشتهرت لقيامها بدور سارة تريفانيون في مسلسل (Wild at Heart)، ولزواجها من مذيع برنامج (Family Fortunes) لِيس دينيس، وهي أحد أعضاء لجنة التحكيم في البرنامج التلفزيوني (Britain's Got Talent).

## النشأة
ولدت هولدن في مطرانية والثام في مقاطعة هامبشاير. أمها ماري جوديث هاريسون كوليسترن وزوج أمها ليزلي درو كوليستر توليا رعايتها في قرية والثام شاس بمقاطعة هامبشاير. عندما بلغت التاسعة من عمرها التحقت بفرقة مسرحية صغيرة بأسقفية والثام، ووثقت في إنجي بلاكفورد كشخصية مؤثرة في وقت مبكر من مجال عملها. وعندما بلغت السادسة عشرة انتقلت الأسرة إلى بورنماوث دورسيت وأقامت خانا للمبيت والإفطار (B&B)، في الوقت الذي درست فيه أماندا الدراما والأدب الإنجليزي في المستويات الراقية مع كل من تيري كلارك وتشارلز لامب في مسرح جيليكو، والذي أصبح الآن جزءا من جامعة بورنموث. وعندما بلغت الثامنة عشرة اجتازت بنجاح اختبارا لمدرسة السينما المستقلة أكاديمية مونتفيو للفنون المسرحية (Mountview Academy of Theatre Arts) في منطقة وود جرين شمال لندن، وتركت المدرسة في يوليو عام 1992 بواسطة

## مجال التلفزيون
كان أول ظهور لها على شاشات التلفاز كمتسابق في البرنامج البريطاني (Blind Date) عام 1991، ومنذ ذلك الحين أصبحت وجها مألوفا على شاشات التلفاز البريطاني. اشتهرت هولدن لدورها في مسلسل الدراما (Wild at Heart) على شبكة(ITV) البريطانية، حيث قامت بدور سارة تريفانيون. كما اشتهرت لكونها محكٍّمة في البرنامج التلفزيوني (Britain's Got Talent) جنبا إلى جنب مع بيرس مورجان وسيمون كويل. كما ظهرت في العديد من المسلسلات الكوميدية والدرامية البريطانية، ومنها: (Smack the Pony) و(Eastenders) و(Hearts and Bones) و(Cutting It)، وشاركت في البطولة مع هاري إنفيلد في المسلسل الكوميدي (Celeb).
وفي أبريل أفيد أن شبكة (CBS) الأمريكية عرضت على أماندا وظيفة تقديم ضيف سابق على برنامج (The Early Show) وهو برنامج حواري نهاري.[1] هولدن أكدت أنها سوف تقدم البرنامج، وسيقدم جنبا إلى جنب مع المقدّمينِ الدائمين هاري سميث وماجي رودريجوز في الأول من يونيو. ومنذ ذلك الحين وقعت هولدن عقدا مع شبكة (CBS) كمراسل بريطاني لبرنامج (The Early Show).
وفي يوليو 2009 أصبحت هولدن كاتبة في أعمدة حديث المجتمع للمشاهير الشرقيين ذائعي الصيت لمجلة (News of the World) في يوليو 2009.

## مجال التمثيل
ظهرت هولدن في العديد من المسرحيات الغنائية، وفي 2004 رشحت لجائزة (Laurence Olivier Theatre Award for Best Actress in a Musical) وذلك لأدائها في فيلم (Thoroughly Modern Millie) من ويست إند، والذي انتهى لأنها لم تأخذ راتبها، وعلى الرغم من أن المتبقي من الأصوات وافقوا لكي يحافظوا على استمرار البرنامج. وكان أحدث ظهور لها في التلفزيون في دراما شبكة (ITV1) البريطانية (Wild at Heart) جنبا إلى جنب مع ستيفن تومكينسون. وقد بثَّ المسلسل الأول عام 2006، وتلاه الثاني مطلع عام 2007. امتد المسلسل الثالث من 20 يناير إلى 9 مارس 2008، بعدما تركت هولدن البرنامج.
مسلسلات هولدن الجيدة الأخرى شملت المسلسل الثلاثي قمة الكوميديا (Kiss Me Kate) جنبا إلى جنب مع كارولين كوينتين، المسلسل الثلاثي على شبكة (ITV) البريطانية (The Grimleys)، و(Celeb) مع هاري إنفيلد، مسلسل البي بي سي المشاد به نقديا (Hearts and Bones) جنبا إلى جنب مع دوماين لويس، سلسلة جوناثان كريك (The Problem at Gallowes Gate)، يوم عيد عمال الخدمات (Marple) جنبا إلى جنب مع كل من جيرالدين ماك إيوان وجون حنا. كما شاركت في البطولة مع بيل نيجي والسيد توم كورتيناي في (Ready When You Are, Mr McGill) وهو دراما كوميدية كلاسيكية للكاتب جاك روزينثال.

## الحياة الشخصية
تزوجت هولدن من الممثل الكوميدي ليس دينيس عام 1995. ثم انفصلا في ديسمبر عام 2002، وجرى الطلاق في 2003. وفي 21 يناير عام 2006 أنجبت هولدن طفلها الأول أليكسا، ليكسا لويس فلورنسا هيوز. تزوجت أماندا المنتج الشهير كريس هيوز في ديسمبر عام 2008، مع ديفيد كولتارد السائق في سباقات فورمولا وان بوصفه أفضل رجل.
أماندا وهي من مشجعي فريق كرة قدم نادي (Everton) أعربت عن بالغ قلقها في برنامج (Parkinson) الذي يذاع على شبكة (ITV) في مايو عام 2007 بسبب خسارة فريق (Everton) بنتيجة 4-2 أمام فريق (Manchester United) بعد الفوز بنتيجة 2-0، كانت أماندا هي واجهة حملة فريق (Everton) لمكافحة سرطان الثدي عام 2007. وفي مقابلة في برنامج (This Morning) على شبكة (ITV) في 29 مايو عام 2009 أعربت عن خيبة أملها عند اكتشاف أنها لن تستطيع حضور المباراة النهائية بين فريقي (Everton) و(Chelsea) في اليوم التالي، وذلك لأنها كانت في هذا اليوم نفسه في نهائي برنامج (Britain's Got Talent).
ومع ذلك فقد شوهدت هولدن في تغطية شبكة (ITV) للنهائي في ستاد ويمبلي في المبارة قبل النهائية.
وفي 13 أبريل عام 2008 قطعت هولدن مارثون لندن  باسم (Born Free Foundation) في أربع ساعات و13 دقيقة بعد جمع العامة والرعاة المشاهير على الإنترنت.

## قائمة الأفلام
- Big Top (مسلسل تلفزيوني) (2009)
- Britain's Got Talent (تلفزيوني) (من 2007 إلى الوقت الحاضر)
- Wild at Heart (مسلسل تلفزيوني) (2006-2008)
- Mad About Alice (مسلسل تلفزيوني) (2004)
- 4:50 From Paddington (فيلم تلفزيوني) (2004)
- Eternal Rectangle (مسلسل تلفزيوني) (2003)
- Ready When You Are, Mr McGill (فيلم) (2002)
- Cutting It (مسلسل تلفزيوني) (2002-2005)
- Celeb (مسلسل تلفزيوني) (2002)
- Now You See Her (فيلم تلفزيوني) (2001)
- Happy Birthday Shakespeare (فيلم تلفزيوني) (2000)
- Hearts and Bones (مسلسل تلفزيوني) (2000)
- The Grimleys (مسلسل تلفزيوني) (1999-2001)
- Virtual Sexuality (فيلم) (1999)
- Don't Go Breaking My Heart (فيلم) (1998)
- Kiss Me Kate (مسلسل تلفزيوني) (1998-2001)
- Jonathan Creek (مسلسل تلفزيوني) (1998)
- Goodness Gracious Me (مسلسل تلفزيوني) (1998)
- Intimate Relations (فيلم) (1996)
- EastEnders as Carmen (مسلسل تلفزيوني) (1994)
- Blind Date المتسابق (1991)

## وصلات خارجية
- أماندا هولدن على موقع IMDb (الإنجليزية)
- أماندا هولدن على موقع ألو سيني (الفرنسية)
- أماندا هولدن على موقع ميوزك برينز (الإنجليزية)
- أماندا هولدن على موقع أول موفي (الإنجليزية)
- أماندا هولدن على موقع قاعدة بيانات الأفلام السويدية (السويدية)
- أماندا هولدن على موقع إن إن دي بي (الإنجليزية)
- أماندا هولدن على موقع قاعدة بيانات الفيلم (الإنجليزية)
- أماندا هولدن على موقع كينوبويسك (الروسية)